# Население Квебека

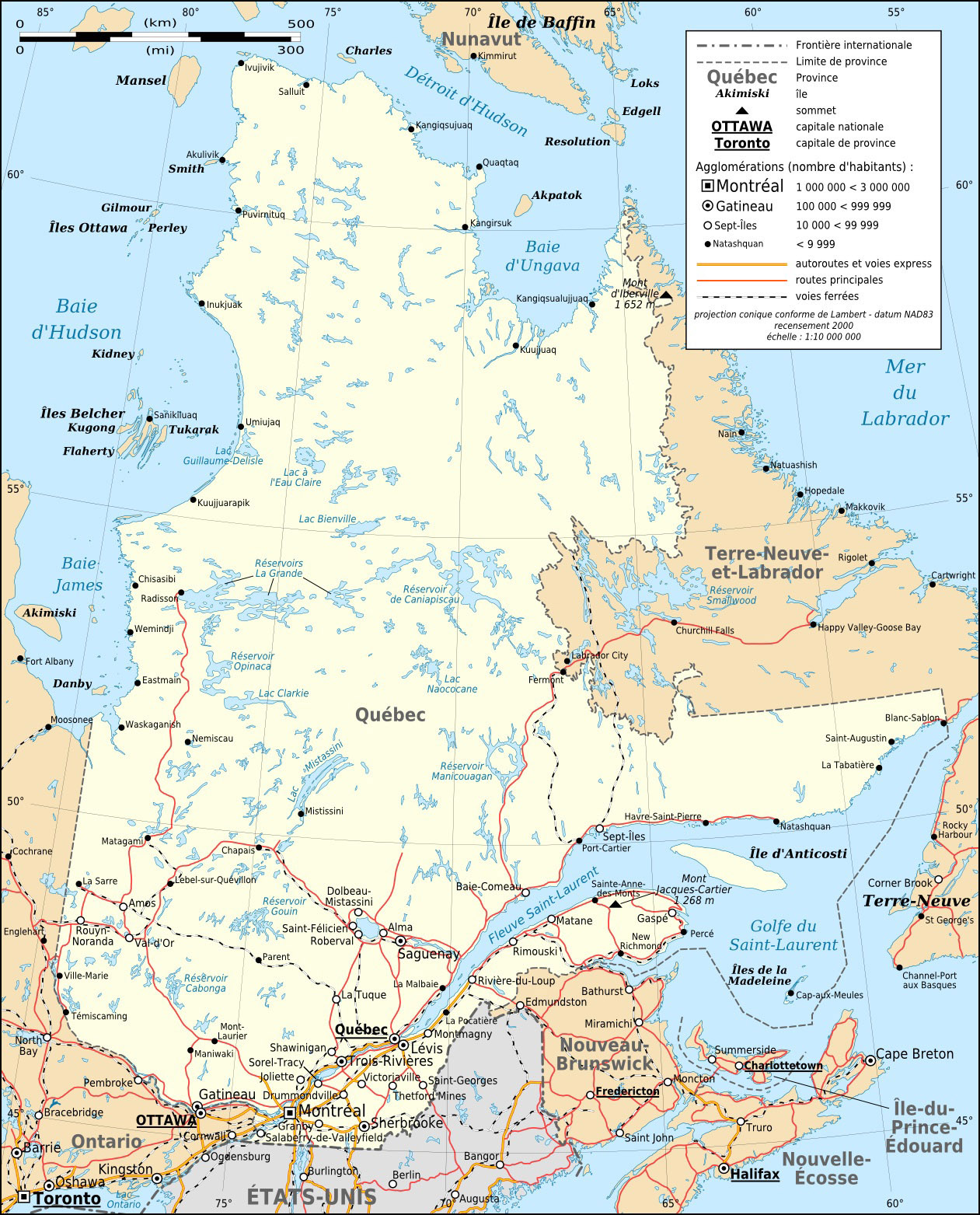
Карта городских агломераций в Квебеке на французском языке

Демография в Квебеке — сложный и деликатный вопрос, так как он затрагивает проблему национального единства. Демография в Квебеке, как и в большинстве развитых обществ, отмечена низким уровнем рождаемости, недостаточным чтобы обеспечить естественный прирост населения. Снижение рождаемости произошло в Квебеке в 1960-е годы, в то же время значительно возросла средняя продолжительность жизни: с 1951 по 2005, рост составил с 64,4 лет до 77,6 лет среди мужчин и с 78,6 до 82,7 лет для женщин.
Между 1991 и 2000 годом в Квебеке было зарегистрировано 849 727 рождений и 474 016 смертей. 
С учётом отрицательной чистой миграции населения в другие провинции Канады, начиная с 1960 года, международная миграция — с чистой миграцией 257309 людей с 1991 по 2000 годы — стала в последние полвека главным источником прироста населения. 
Квебек может рассчитывать на население в 9,2 миллиона человек в 2056. Если современные тенденции в области рождаемости и иммиграции продолжатся, в Квебеке произойдет увеличение численности населения. Население Квебека превысит 8 миллионов в 2012 году и стабилизируется на уровне в 9,2 миллиона человек в течение следующих 50 лет. Об этом говорят исследования Института статистики Квебека.
Коэффициент фертильности остаётся на уровне около 1,45 в 2003 году. «Мы можем предполагать, что рождаемость будет расти и стабилизируется на 1,5 рождений на одну женщину. С 87 600 рождений, коэффициент рождаемости по-прежнему на уровне 1,74 в 2008 году», отметил в обзоре демографии Доминик Андре.

## Демографические тенденции
Демографические тенденции в Квебеке, в сравнении с остальной частью страны: 
| Год  | Население Канады | Население Квебека | Соотношение (%) Квебек/Канада |
| ---- | ---------------- | ----------------- | ----------------------------- |
| 1851 | 2,436,297        | 890,261           | 36,5                          |
| 1861 | 3,229,633        | 1,111,566         | 34,4                          |
| 1871 | 3,689,257        | 1,191,516         | 32,3                          |
| 1881 | 4 324 810        | 1 359 027         | 31,4                          |
| 1891 | 4 833 239        | 1 488 535         | 30,8                          |
| 1901 | 5 371 315        | 1 648 898         | 30,7                          |
| 1911 | 7 206 643        | 2 005 776         | 27,8                          |
| 1921 | 8 787 949        | 2 360 510         | 26,9                          |
| 1931 | 10 376 786       | 2 874 662         | 27,7                          |
| 1941 | 11 506 655       | 3 331 882         | 29,0                          |
| 1951 | 14 009 429       | 4 055 681         | 28,9                          |
| 1961 | 18 238 247       | 5 259 211         | 28,8                          |
| 1971 | 21 961 999       | 6 137 306         | 27,9                          |
| 1981 | 24 820 393       | 6 547 705         | 26,4                          |
| 1991 | 28 031 394       | 7 064 586         | 25,2                          |
| 1996 | 29 610 757       | 7 246 896         | 24,5                          |
| 2001 | 31 021 251       | 7 396 990         | 23,8                          |
| 2006 | 32 623 490       | 7 651 531         | 23,5                          |

Демографические изменения по регионам Квебека (2006)
Регионы с положительной динамикой 
- Лонодьер (+ 2,10%)
- Лорентиды (+ 1,58%)
- Лаваль (+ 1,56%)
- Оттава (+ 1,24%)
- Монтережи (+ 1,12%)
- Капиталь-Националь (город Квебек) (+ 0,75%)
- Центр-дю-Квебек (+ 0,68%)
- Северный Квебек (+ 0,55%)
- Шодьер-Аппалачи (+ 0,53%)
- Эстри (+ 0,53%)
- Мориси (+ 0,26%)
- Абитиби-Темискаминге (+ 0,15%)
- Монреаль (+ 0,09%)

Регионы с отрицательной динамикой 
- Ба-Сен-Лоран (- 0,04%)
- Сагеней-Лак-Сен-Жан (- 0,25%)
- Гаспеси-Иль-де-ла-Мадлен (- 0,25%)
- Кот-Нор (- 0,55%)

Фактор межрегиональной миграции объясняет уменьшение населения в Кот-Нор и многих других отдаленных районах, и низкий прирост (0,09%) Монреаля, поскольку идёт отток населения с острова Монреаль в пригороды Лонодьер, Лорентиды и Монтережи, что и объясняет высокие темпы роста в этих регионах. Некоторые регионы показали снижение или скромный рост за счёт повышения рождаемости в 2006 году. Это является одним из компонентов роста численности населения в Абитиби-Темискаминге, но сальдо миграции улучшилось благодаря буму добычи в регионе.
Рождения и смерти
| Период    | Рождения  | Рождаемость на 1000 чел. | Смерти  | Естественный баланс |
| --------- | --------- | ------------------------ | ------- | ------------------- |
| 1901-1910 | 678,156   | 38,5                     | 280,346 | 397,810             |
| 1911-1920 | 829,500   | 38,4                     | 339,580 | 489,920             |
| 1921-1930 | 849 017   | 33,0                     | 316 487 | 532 530             |
| 1931-1940 | 786 984   | 25,6                     | 330 084 | 456 900             |
| 1941-1950 | 1 069 742 | 29,5                     | 305 644 | 764 098             |
| 1951-1960 | 1 366 419 | 29,9                     | 315 013 | 1 051 406           |
| 1961-1970 | 1 185 776 | 21,0                     | 348 822 | 836 954             |
| 1971-1980 | 947 855   | 15,0                     | 430 587 | 517 268             |
| 1981-1990 | 891 445   | 13,2                     | 417 399 | 474 046             |
| 1991-2000 | 849 727   | 11,8                     | 474 016 | 375 711             |

Источник: Институт статистики Квебека
Рождаемость в XX веке резко упала. После 20-летнего взрыва между 1941 и 1960 (Беби Бум), уровень рождаемости продолжил своё падение в начале XXI века. В настоящее время рождаемость в три раза ниже, чем 100 лет назад. 
Последние данные по демографии Квебека (2002-2006):
Рождения
- 2002: 72273
- 2003: 74364
- 2004: 75422
- 2005: 78471
- 2006: 83150
- 2007: 84 350 (оценка)
- 2008: 87 600 (оценка)

Провинциальная рождаемость (на 1000 человек) 
- 2002: 9,7
- 2003: 10,0
- 2004: 10,0
- 2005: 10,4
- 2006: 10,9
- 2007: 11,0

Провинциальная смертность (на 1000 жителей) 
- 2002: 7,5
- 2003: 7,3
- 2004: 7,4
- 2005: 7,4
- 2006: 7,0
- 2007: 7,3

Наблюдался устойчивый рост рождаемости с 2002 года, с кульминацией в 2008 году. Такого уровня рождаемости не было с 1976 года. 
Общий коэффициент рождаемости по административным регионам (2006):
- Северный Квебек: 2,666
- Лаврентийское нагорье: 1,820
- Шодьер-Аппалачи: 1,791
- Кот-Нор: 1,790
- Абитиби-Темискаминге: 1,784
- Центр-дю-Квебек: 1,742
- Монтережи: 1,729
- Лонодьер: 1,702
- Лаваль: 1,659
- Эстри: 1,644
- Сагеней-Лак-Сен-Жан: 1,640
- Ба-Сен-Лоран: 1630
- Мориси: 1,573
- Оттава: 1519
- Монреаль: 1,501
- Гаспеси-Иль-де-ла-Мадлен: 1452
- Капиталь-Националь: 1,441
- Квебек в целом: 1,648

Видимые меньшинства:
| Видимые меньшинства      | Население | Доля |
| ------------------------ | --------- | ---- |
| Всего видимых меньшинств | 654,355   | 8.8% |
| Африканцы                | 188,070   | 2.5% |
| Арабы                    | 109,020   | 1.5% |
| Латиноамериканцы         | 89,505    | 1.2% |
| Китайцы                  | 79,830    | 1.1% |
| Южные азиаты             | 72,845    | 1.0% |
| Юго-Восточная Азия       | 50,455    | 0.7% |
| Берберы                  | 37,847    | 0.5% |

| Период    | Сальдо иммигрантов из других стран | Сальдо межпровинциальной миграции | Общее миграционное сальдо |
| --------- | ---------------------------------- | --------------------------------- | ------------------------- |
| 1961-1970 | 24,301                             | −135,552                          | −111,251                  |
| 1971-1980 | 166,642                            | −213,883                          | −65,746                   |
| 1981-1990 | 194,642                            | −122,143                          | 72,499                    |
| 1991-2000 | 257,309                            | −121,132                          | 136,177                   |
| 2001-2006 | 168,046                            | −19,569                           | 148,477                   |

Квебек уже давно принимает иммигрантов из других стран. Однако высокий приток иммигрантов компенсируется высокой эмиграцией из Квебека в другие провинции. С 1960 года баланс чистой межпровинциальной миграции всегда был отрицательным. Это явление имеет несколько составляющих. Многие иммигранты из других стран, которые иммигрировали в Квебек, через несколько лет эмигрировали в другие провинции. Миграция англофонов из Квебека в англоязычную Канаду была довольно заметным событием в прошлом. Это во многом объясняет огромное отрицательное сальдо, наблюдавшееся в течение десятилетия 1971-1980, период, отмеченный ростом квебекского движения за независимость и приходом к власти Партии Квебека в 1976 году. Вторым компонентом этой миграции в другие провинции является привлекательность провинций с сильной экономикой: Онтарио, Альберта и Британская Колумбия, в том числе для франкофонов.